# 2MASS

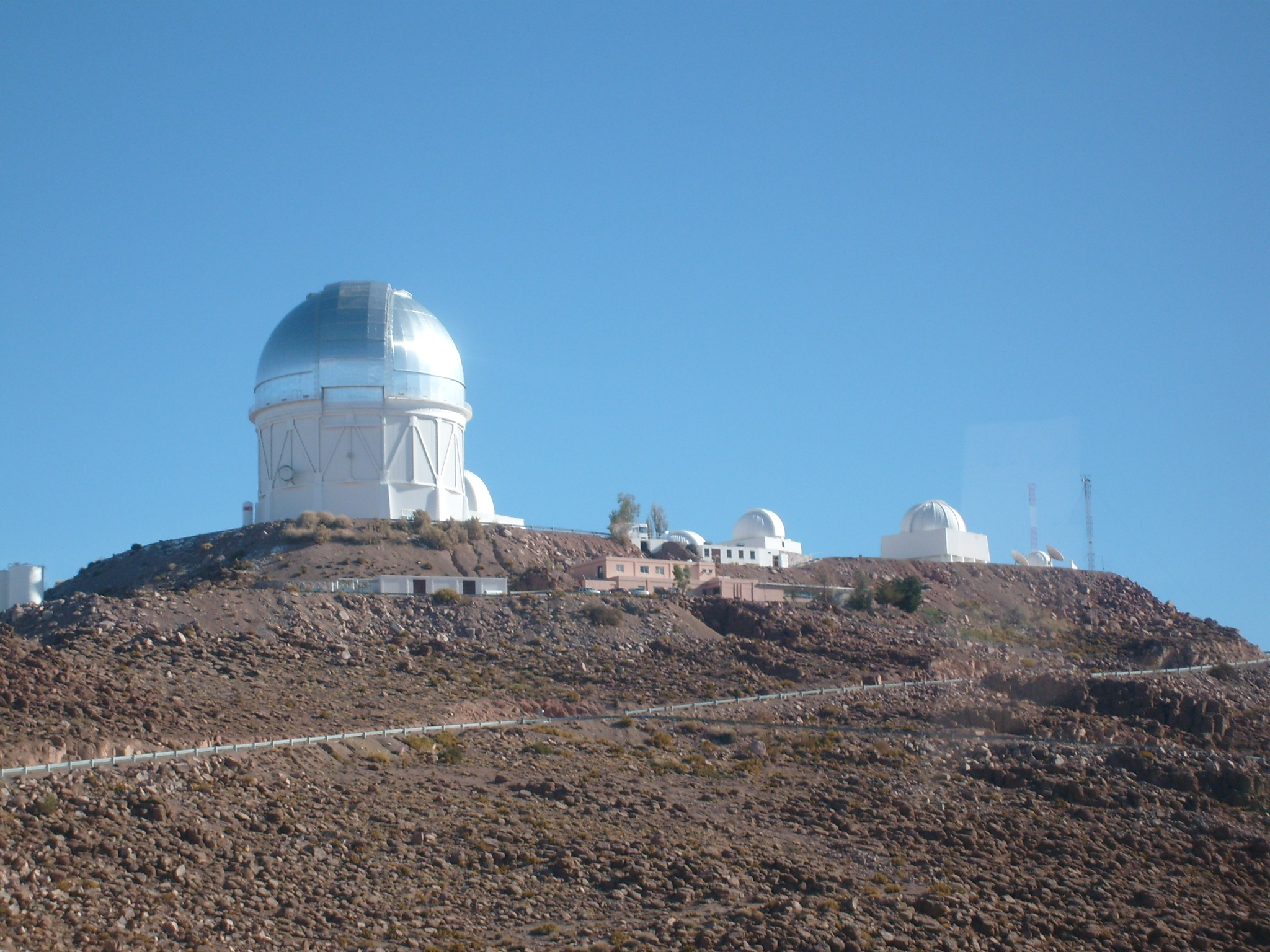
Observatório Interamericano de Cerro Tololo

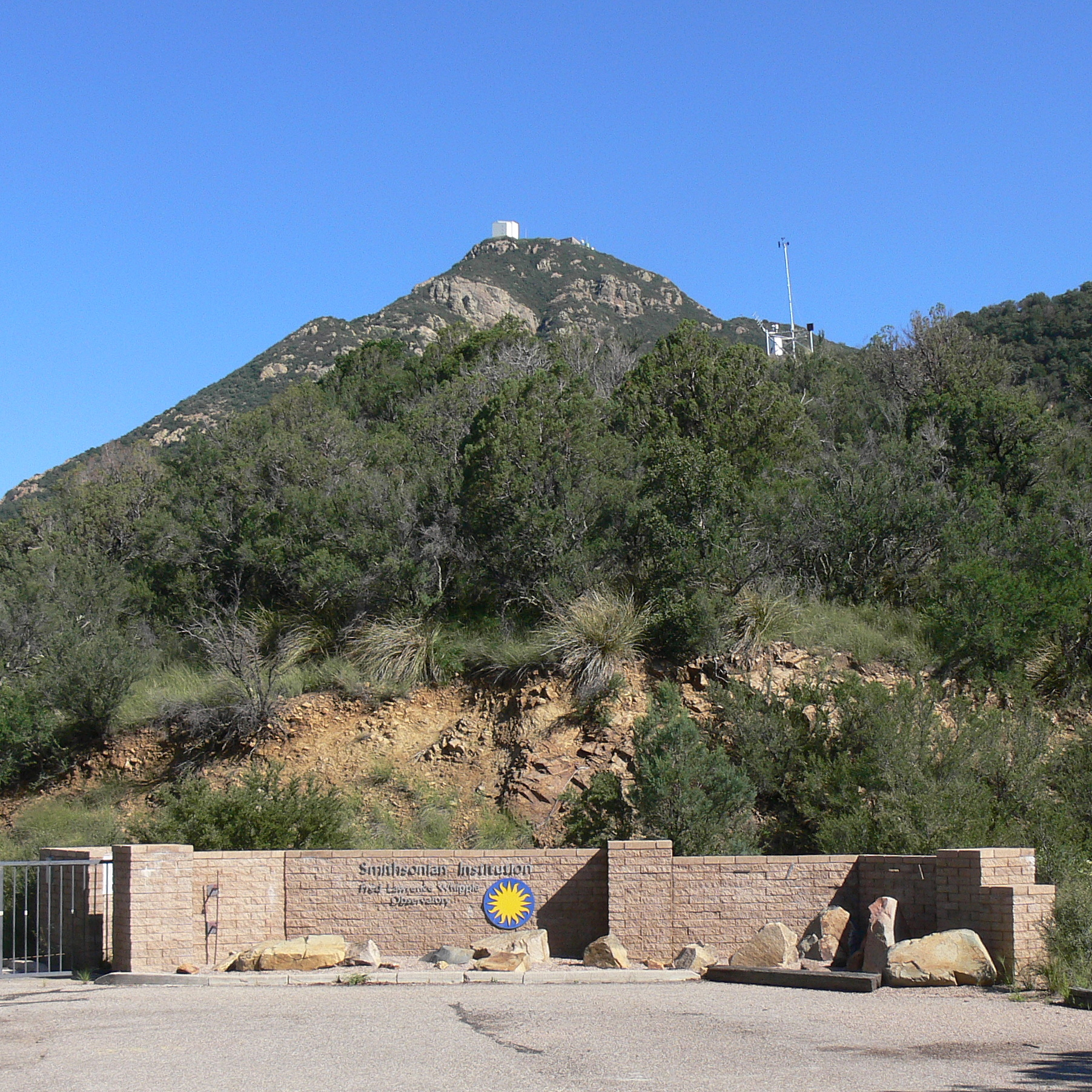
Observatório Fred Lawrence Whipple

2MASS (The Two Micron All Sky Survey) foi um projeto de pesquisa em Astronomia que fez uma varredura sistemática da esfera celeste em três faixas na região do infravermelho próximo, com o objetivo de detectar fontes puntiformes com brilho maior do que 1 mJy.

## Telescópios
Para observar todo o céu, o projeto utilizou dois telescópios de 1,3 metros de diâmetro. Um deles está localizado no Observatório Interamericano de Cerro Tololo, no Chile, e o outro no Observatório Fred Lawrence Whipple, nos Estados Unidos. Cada telescópio observou simultaneamente nas faixas de 1,25 µm, 1,65 µm e 2,17 µm e as observações foram concluídas no dia 15 de fevereiro de 2001.